# Estación Iquique (Ferrocarril de Iquique a Pintados)
Iquique (también denominada como Estación Fiscal o Estación del Puerto) fue una estación de ferrocarril que sirvió como terminal del Ferrocarril de Iquique a Pintados desde su apertura en 1928 hasta su fusión con el Ferrocarril Salitrero de Tarapacá en 1951.

## Historia
La estación fue construida como parte del Ferrocarril de Iquique a Pintados (FCIP), vía estatal que pretendía romper el monopolio del Ferrocarril Salitrero de Tarapacá (FCS) respecto del transporte de carga y pasajeros, inaugurando sus servicios en noviembre de 1928.
La antigua estación fiscal de Iquique fue clausurada cuando el FCIP se fusionó con el FCS en 1951; tras dicha fusión, las vías del FCS fueron reconvertidas a la trocha métrica que utilizaba la vía estatal y los trenes de pasajeros de la Empresa de los Ferrocarriles del Estado comenzaron a utilizar la estación del FCS como su nueva terminal, quedando abandonada la antigua estación del puerto.
Posterior a su cierre, han existido iniciativas para recuperar la antigua estación ubicada en el acceso al puerto, como por ejemplo desarrollar recorridos turísticos que partan desde la antigua terminal o utilizar los terrenos para construir un nuevo edificio que albergue a la Municipalidad de Iquique. También se han presentado proyectos para recuperar inmuebles patrimoniales, entre ellos la mencionada estación de ferrocarriles.